# Kimberly Ribble
Kimberly Ribble-Orr (ur. 11 sierpnia 1974) – kanadyjska judoczka. Olimpijka z Sydney 2000, gdzie zajęła trzynaste miejsce w wadze półciężkiej.
Startowała w Pucharze Świata w 1998 i 1999. Zdobyła trzy medale na mistrzostwach panamerykańskich w latach 1993 - 1999. Wygrała mistrzostwa Wspólnoty Narodów w 2000 i trzecia w 1992 i 1998. Pięciokrotna medalistka mistrzostw Kanady w latach 1994-2000.

## Letnie Igrzyska Olimpijskie 2000
| Konkurencja | Eliminacje            | Repasaże         | Klas. końcowa |
| Konkurencja | Przeciwnik I          | Przeciwnik I     | Miejsce       |
| ----------- | --------------------- | ---------------- | ------------- |
| 78 kg       | Diadenis Luna (CUB) P | Amy Tong (USA) P | 13.           |